# 조지고
조지고(趙志臯, 1524.4.16~1601.10.8)는 명나라 정치인으로, 명조의 재상에 해당하는 내각수보대학사(內閣首輔大學士)에까지 오른 인물이다. 자는 여매(汝邁), 호는 곡양(濲陽)이다. 사후 태부(太傅)가 증여되었으며 시호는 문의공(文懿公). 절강성(浙江省) 금화부(金華府) 난계현(蘭溪縣)(오늘날 저장성 진화시 란시시) 출신이다.

## 생애

### 북경 한림원 관직 생활
조지고는 가정3년(1524) 음력3월 13일(양력 1524년 4월 16일) 절강성 난계현에서 태어났다. 융경2년(1568) 과거에서 3등인 탐화(探花)로 진사에 합격하고 한림원(翰林院) 편수(編修)에 제수되었다. 만력초, 한림원 수찬(修撰)으로 승진, 만력5년(1577), 한림원 시강(侍講), 한림원 시독(侍讀)으로 승진하였다.

### 장거정과의 마찰
수보대학사(首輔大學士) 장거정(張居正)이 부친상을 당했음에도 조정의 업무가 많은 것을 감안하여 3년상을 치루지 않은 이른바 ‘탈정(奪情)’에 대하여, 오중항(吳中行)과 조용현(趙用賢)이 불효(不孝)를 이유로 장거정을 탄핵하였다. 장거정이 이에 대하여 분노하여 조정에서 이들을 곤장을 쳐서 벌하는 정장(廷杖)을 준비하고 있었다. 조지고는 장위(張位)와 습공교(習孔教)와 함께 오중항 등을 구원하고 오중항 등이 올린 상주문을 사관(史官)에게 맡길 것을 주장하였다. 이로 인해 장거정은 분노하였고, 때마침 북경 내 관료들의 인사 고과인 경찰(京察) 시기에 맞춰 조지고를 지방직인 광동부사(廣東副使)로 축출하였다. 과거에서 우수한 성적으로 합격한 관원들은 북경의 한림원에서 관직을 시작하여 계속해서 북경에서 관직생활을 하다 고위 관료가 되는 것이 명대 일반적인 관례였던 점에 비추면, 조지고가 북경에서 수천리 떨어진 광동으로 전근간 것은 보복성 인사였던 것이다.

### 강등과 복권
이후 조지고는 다시 해주동지(解州同知)로 강등되는 수모를 겪었으나, 장거정 사후 1년 뒤인 만력11년(1583) 장거정에 반대한 이들이 복권되면서 조지고도 다시 승진되었다.

### 남경 관직 생활
만력11년 복권 후 조지고는 한동안 명조의 제2수도인 남경(南京)의 조정에서 관직 생활을 이어나갔다. 조지고는 만력11년 남경태복시시승(南京太僕寺寺丞)으로 출발, 같은해 남경국자감(南京國子監) 사업(司業)으로 승진하였다. 만력12년(1584) 3월, 조지고는 우춘방(右春坊) 우유덕(右諭德)으로서 남경한림원(南京翰林院) 업무를 관장하게 되었다. 같은해 10월, 조지고는 다시 좌춘방(左春坊) 좌유덕(左諭德) 겸 한림원 시독(侍讀)이 되었다. 만력13년(1585) 5월, 조용현과 함께 황실 족보인 옥첩(玉牒)을 수찬하는 업무를 맡았다. 만력14년(1586) 정월, 조지고는 경연강관(經筵講官)에 충당되었다. 같은해 3월, 조지고는 남경국자감 좨주(祭酒)로 승진되었다. 만력15년(1587) 2월, 조지고는 첨사부(詹事府) 소첨사(少詹事) 겸 한림원 시독학사(侍讀學士)로서 첨사부 인신(印信)을 관장하게 되었다. 같은해 3월, 옥첩찬수관(玉牒纂修官)에 충당되었다. 같은해 7월, 다시 경연강관애 충당되었다. 같은해 12월, 남경이부우시랑(南京吏部右侍郞)으로 승진하였다.

### 북경 귀환과 입각(入閣)
만력17년(1589) 12월, 조지고는 남경이부우시랑에서 북경의 이부우시랑 겸 한림원 시독학사로 전직되었다. 만력18년(1590) 8월, 경연강관에 충당되었다. 만력19년(1591) 9월 15일, 조지고는 장위(張位)와 함께 대학사(大學士)로서 입각(入閣)하였다. 그러나 5일 뒤인 20일, 이부상서(吏部尙書) 육광조(陸光祖)는 조지고와 장위가 대학사로 임명될 때 회추(會推)를 거치지 않았으니 이 둘은 대학사로서 부적합하다고 상주하였다. 육광조의 상주에 의하면, 원래 이부상서(吏部尙書), 병부상서(兵部尙書), 삼변총독(三邊總督), 내각대신(內閣大臣)을 임명할 때엔, 이부(吏部), 구경(九卿), 과도(科道, 언관인 육과급사중六科給事中과 도찰원도어사都察院道御史)가 모여서(會) 인재를 추천(推)하는 회추를 거쳐야 했다. 그러나 조지고와 장위는 수보대학사(首輔大學士) 신시행(申時行)의 단독 비밀 천거로 대학사에 오르게 되었고, 이로 인하여 붕당의 발단이 될 수 있다고 상주한 것이다. 이에 같은날, 조지고는 회추를 거치지 않고 대학사에 오른 것으로 인하여 사직을 표하였으나, 만력제는 사직을 수리하지 않았다. 이로써 조지고는 예부상서(禮部尙書) 겸 동각대학사(東閣大學士)로서 활동을 시작하였다.

### 수보대학사에 오르다
만력20년(1592), 수보대학사 왕가병(王家屏)이 파직되면서, 조지고는 차기 수보대학사 왕석작(王錫爵)이 조정으로 오기 전까지 임시로 수보대학사를 맡게 되었다. 만력21년(1594) 왕석작이 조정으로 돌아오고 수보대학사를 맡았지만, 태자의 지위를 둘러싸고 주상락(朱常洛, 훗날 태창제泰昌帝)과 주상순(朱常順)과의 사이에서 벌어진 '쟁국본(爭國本)'으로 인하여 만력22년(1595) 5월 사직하면서, 조지고는 마침내 정식으로 수보대학사 자리에 오르게 된다.

## 왜란 시기

### 임진왜란 시기: 조선 구원
만력22년(1594) 9월 9일, 복건도감찰어사(福建道監察御史) 기체(冀體)가 황제의 보좌를 소홀히하고 옳은 말을 하는 언관이 유배당하는 것을 막지 못하였으며 왜란을 해결하지 못하였다는 이유로 조지고를 탄핵했지만 황제는 이를 불허하였다.
같은달 14일, 일본이 봉공(封貢, 책봉과 조공)을 청한 것에 대하여 명 조정에서 논의하는 과정에서 정쟁이 발생, 조지고는 경략(經略) 손광(孫鑛)에게 일본 사정을 탐문하여 보고할 것을 상주하였다.
만력24년(1596) 3월 3일, 소부겸태자태부(少傅兼太子太傅) 건극전대학사(建極殿大學士)로 승진하였다.

### 정유재란 시기: 화의 주장과 마지못한 파병
정유재란 시기, 조지고와 병부상서 석성(石星)은 일본과의 화의를 주장하고 있었다. 한편 히데요시와의 책봉 협상이 결렬되고 히데요시는 조선 통신사들에게 조선 재출병을 언급하였다. 이 정보는 조선을 통하여 곧장 북경으로 전달되었다. 그러나 조지고와 석성은 정보를 은폐하고 일본과의 화의를 계속 주장하였다. 조지고와 석성은 조선으로 가는 막대한 군사 비용 지출을 막으려 했던 것이다.
한편, 히데요시와의 협상 결렬 이후, 명조에 협상 결렬 사실과 함께 파병 요청을 위하여 만력 24년(1596) 고급주문사(告急奏聞使)로 북경에 파견된 정기원(鄭期遠) 등은 언관들에게 정보를 제공한 후 파병을 설득하는 여론전을 벌였다. 정기원 등의 노력은 주효하여, 언관들은 조선 재파병을 할 것을 다짐하면서 조지고와 석성을 정보 은폐 등을 이유로 조지고와 석성을 탄핵하는 상주문을 계속 제출하였다. 만력25년(1597) 2월 9일 조정 논의에서 조선 재파병이 결정되었다.
그러나 조정 논의가 결정되고 나서도 언관들은 계속해서 조지고와 석성의 잘못을 들어 탄핵을 주장하였다. 그때마다 만력제는 무언으로 회답하였다. 이때 제출된 탄핵 상소문에 대하여 살펴보면 다음과 같다. 만력25년(1597) 2월 8일, 절강도어사(浙江道御史) 주공교(周孔教)와 강서도어사(江西道御史) 황기현(黃紀賢)은 석성과 조지고가 부화뇌동하여 군주를 기만(扶同欺罔)한다고 탄핵하였고, 만력제는 논의할 것을 지시하였다. 조지고는 자신을 혁직시켜서 여론을 잠재울 것을 요청하였으나 만력제는 불허하였다. 같은달 14일, 병과좌급사중(兵科左給事中) 서성초(徐成楚)는 석성과 조지고를 급히 파직할 것을 청하였으나 만력제는 대답하지 않았다. 같은달 18일, 절강도어사(浙江道御史) 하이건(何爾健)은 간사한 수보가 나라를 망친다(奸輔誤國)는 이유로 조지고를 탄핵하였다. 같은달 24일, 광동도어사(廣東道御史) 황상진(況上進)은 태상경(太常卿) 서원춘(徐元春)이 조지고에게 서신을 통하여 뇌물을 주면서 인사청탁을 한 일을 적발하였으나, 조지고는 3년전에 실제로 있었으나 서원춘과는 친한 사이이기에 일을 숨기긴 했지만 서신은 바로 돌려주었다고 주장하면서 자신의 파직을 황제에게 요청하였으며, 황제는 뜬소리로 치부하며 파직 요청을 받아들이지 않았다. 또한 황상진은 같은달 26일, 매관매직하여 임금을 속이고 나라를 어지럽히는(賣官鬻爵, 誤國欺君) 석성을 탄핵할 것을 건의하였다. 같은해 3월 13일, 남경절강도어사(南京浙江道御史) 황화수(黃華秀) 등은 내탕금을 지출하여 외번을 방어(發帑金以修外禦)한다는 이유로 석성과 조지고를 탄핵하였으나 만력제는 대답하지 않았다. 같은해 6월 30일, 한림원 서길사(庶吉士) 유강(劉綱)은 재해가 거듭 발생한 것을 이유로 조지고를 탄핵했지만 받아들여지지 않았다. 같은해 7월 8일, 이과도급사중(吏科都給事中) 유위즙(劉爲楫)은 천변을 진정시키기 위하여 조지고 등을 탄핵할 것을 건의하였으나 만력제는 회답하지 않았다. 같은해 7월 24일, 형과도급사중(刑科都給事中) 후정패(侯廷佩)는 재난을 불러온 대신 조지고를 탄핵할 것을 건의하였다. 같은해 9월 15일, 후정패는 다시 히데요시의 책봉을 주장한 석성과 조지고, 송응창(宋應昌)과 고양겸(顧養謙) 등을 탄핵할 것을 건의하였고, 조지고는 ‘책봉을 논의하는 것이 잘못이 아니라, 책봉한 이후 철군하고 전쟁을 잊어버리는 것이 잘못(議封非誤, 議封之後撤兵忘戰爲誤)’이라고 하면서 파직을 요청하였으나 황제는 이를 받아들이지 않았다. 만력26년(1598) 2월 23일, 어사 왕선안(汪先岸)은 용렬하고 저열한 재주로 나라를 그르친다(庸鄙誤國)는 이유로 조지고를 탄핵했으나 만력제는 회답하지 않았다.
정유재란 시기, 명 조정에서는 임진왜란 시기 파병으로 피해가 커진 것을 이유로 압록강에까지만 군사를 주둔시키자는 주장이 제기되었으나, 만력제, 장위, 그리고 조지고 등은 조선에 파병할 것을 주장하였다. 『조선선조실록』 선조30년(만력25년, 1597) 4월 9일조에는, 조지고를 포함하여 만력제, 장위 등은 조선이 200년동안 사대(事大)를 해온 이유를 들어 조선에 파병할 것을 주장하였다(獨皇上及張閣老位•趙閣老志皐以爲, ‘朝鮮二百年來, 事大無愆, 今不可不救.’云, 故有此再救之擧.)는 기록이 있다. 같은해 9월 4일, 조지고는 요동(遼東)으로 왜군이 진격할 것을 막기 위해서라도 조선에 파병할 것을 건의하였다.
만력26년(1598) 정월 18일, 병부시랑(兵部侍郞) 이정(李禎)이 군무에 밝지 않고 형개(邢玠)와 양호(楊鎬)만으로 전쟁을 의지하고 있으니, 병부시랑을 첨설(添設)할 것을 건의하였다. 황제는 이를 받아들였다.

## 광세 폐지 주장
만력20년대 중반, 만력삼대정(萬曆三大征)이라는 큰 전쟁을 치룸으로써 낭비된 세금을 충당하고자, 만력제는 전국에 세감(稅監) 혹은 광세사(礦稅使)라 불린 환관을 파견하고, 은 광산 개발을 감독하게 하고 광산 개발로 나오는 세금인 광세(礦稅)를 정해진 액수에 따라 징수하는 정책을 펼쳤다. 그러나 이러한 조처는 환관들이 정해진 액수만큼의 은을 채워야 한다는 부담을 주었으며, 환관들은 이를 빌미로 백성들의 재산을 함부로 몰수하는 등 전횡을 저질렀다.
대학사(大學士)였던 조지고는 수년 동안 만력제에게 광세(鑛稅) 폐지를 건의하였다. 만력24년(1596) 윤8월 3일, 채광(採礦)에 많은 소인배들이 이익을 노리고 몰리는 것을 적발하였다. 만력25년(1597) 6월 21일, 조지고는 광세를 파하여 백성들의 원한을 풀어줄 것을 청하였고, 만력제는 이 상주를 받기만 하였다. 만력27년(1599) 4월 4일, 조지고는 광산의 유무를 따지지 않고 무조건 세감을 파견하여 광세를 거둠으로써 백성들이 금액을 충당하고, 징세 규칙이 없어서 상인들에게 함부로 갈취하게 되었으며, 무뢰배나 무관들이 환관에게 아부하고 갈취를 행하는 등의 사실을 지적하였다. 같은 해 4월 24일, 조지고는 광세로 인해 발생하는 이익은 소수에게 돌아가지만 원망은 황제에게 간다고 주장하며 광세 폐지를 요구했다. 그러나 만력제는 이를 거들떠보지 않았다.
같은 해 윤4월 4일, 조지고는 천진(天津)세감 마당(馬堂)의 산동(山東) 임청(臨淸) 등지에서의 횡포가 심하여 백성들이 봉기한 사실을 들며 마당을 북경으로 소환할 것을 요청하였으나, 보고가 되지 않았다.

탄핵이 일자 사직을 신청했다. 황제가 반대했으나 건저와 광세폐지를 남기고 사직하였다.

만력29년(1601) 음9월 13일 사망하였다.

## 저서
- 『내각주제고(內閣奏題稿)』

- 『사유고(四游稿)』

- 『영동산방집(靈洞山房集)』

- 『곡양시집(瀔陽詩集)』

## 가족[42]
증조부 : 조년(趙年), 공부낭중(工部郞中)으로 봉정대부(奉政大夫)로 오름
조부 : 조신(趙晨), 현주부(縣主簿)
부친 : 조현(趙賢)
아들 : 조봉위(趙鳳威), 양회부운사(兩淮副運使) 재임 중 순안어사(巡按御史) 오숭례(吳崇禮) 탄핵으로 파직

## 참조
| 전 임 왕석작(王錫爵) | 제54대 명나라 내각대학사 수보 1594년 ~ 1601년 | 후 임 심일관(沈一貫) |

## 참고 문헌
- 국사편찬위원회 조선왕조실록, 명청실록 검색 사이트(http://sillok.history.go.kr)
- 네이버 백과사전 중 조지고 항목
- 百度百科(http://baike.baidu.com) 중 趙志皋 항목